# Tobi Gard
Tobi Gard je dizajner igara, poznat kao tvorac lika Lare Kroft u prvoj Tomb Raider igri.

## Biografija
iz 1993. bila je prva igra britanskog studija Core Design na kojoj je Gard radio kao dizajner. Naredne tri godine on se posvetio projektu koji će postati poznat kao Tomb Raider, radeći kao dizajner na glavnom liku, ženskom protagonisti Lari Kroft. Međutim, nezadovoljan reklamnom kampanjom u kojoj je forsirana Larina seksualnost, Gard je napustio Core Design nedugo pre izlaska igre u novembru 1996. Ubrzo je oformio sopstveni studio Confounding Factor i započeo rad na projektu koji se tek 2004. pojavio kao igra Galleon.
Pozvan od strane Eidos Interactive da se priključi izradi igre Tomb Raider - Legend, Gard se 2006. vratio serijalu, koji je u međuvremenu promenio razvojni tim. Naime, nakon šest Tomb Raider igara pod etiketom studija Core Design, Eidos Interactive je, nezadovoljan prijemom igre Tomb Raider - The Angel of Darkness, angažovao američki studio Crystal Dinamics, do tada poznatog po serijalu igara Legacy of Kain.
Gardova uloga u razvoju Tomb Raider - Legend, bila je ograničena na savete i preporuke, i nije imao većeg udela u dizajniranju igre. U rimejku Tomb Raider - Anniversary, radio je kao glavni dizajner.
Danas ponovo živi u Londonu, gde radi na budućim projektima firme Eidos Interactive.

## Spoljašnje veze
- Profil Tobija Garda na sajtu MobyGames (језик: енглески)